# Гарун и Лейла
«Гарун и Лейла» (азерб. Harun vә Leyla) — шестая и последняя мугамная опера, написанная Узеиром Гаджибековым.
Опера была составлена в 1915 году, но не была поставлена. Либретто оперы также написал Узеир Гаджибеков. Клавир не сохранился.